# Südersteinstraße

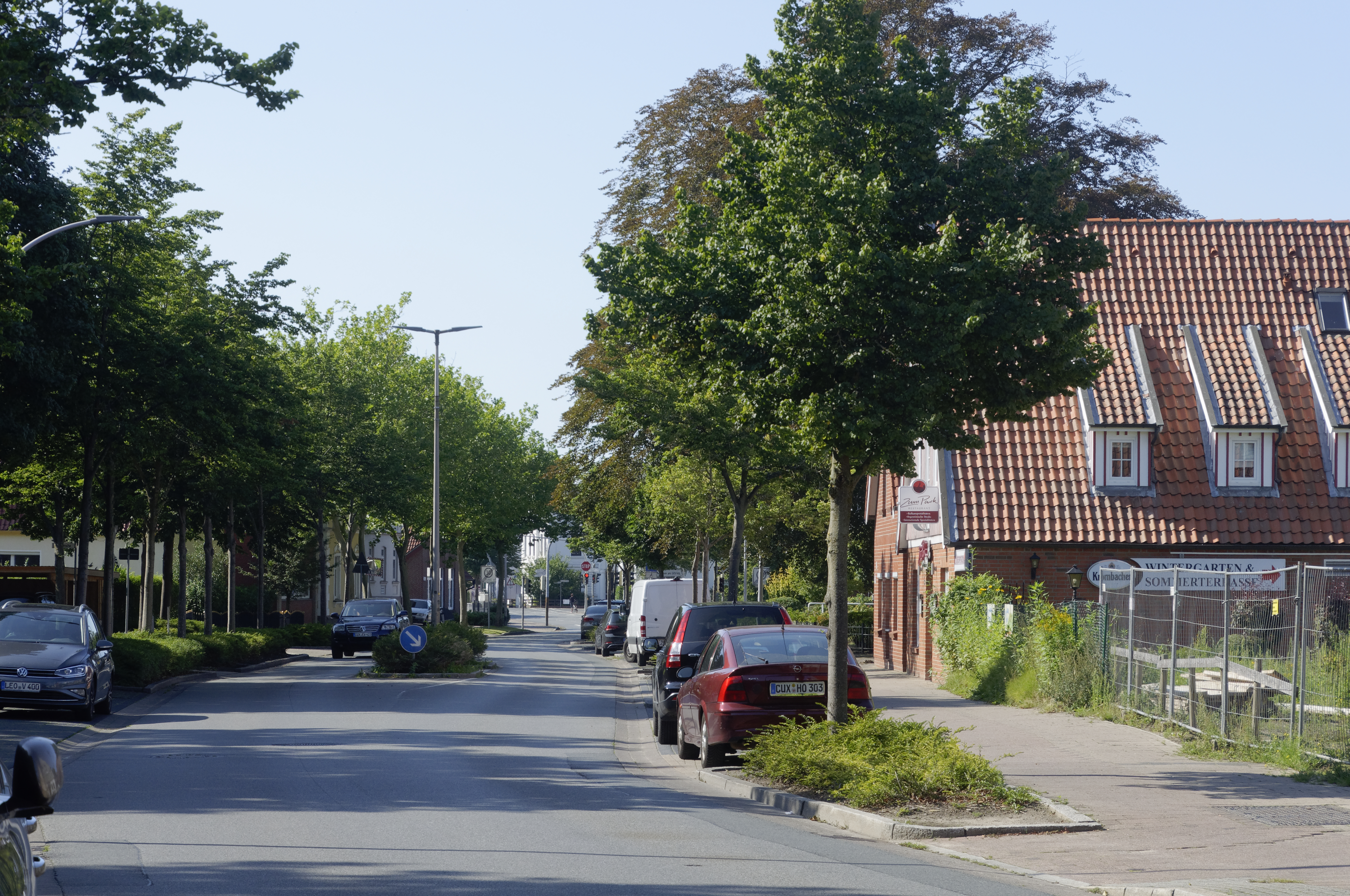
Südersteinstraße Richtung Westen

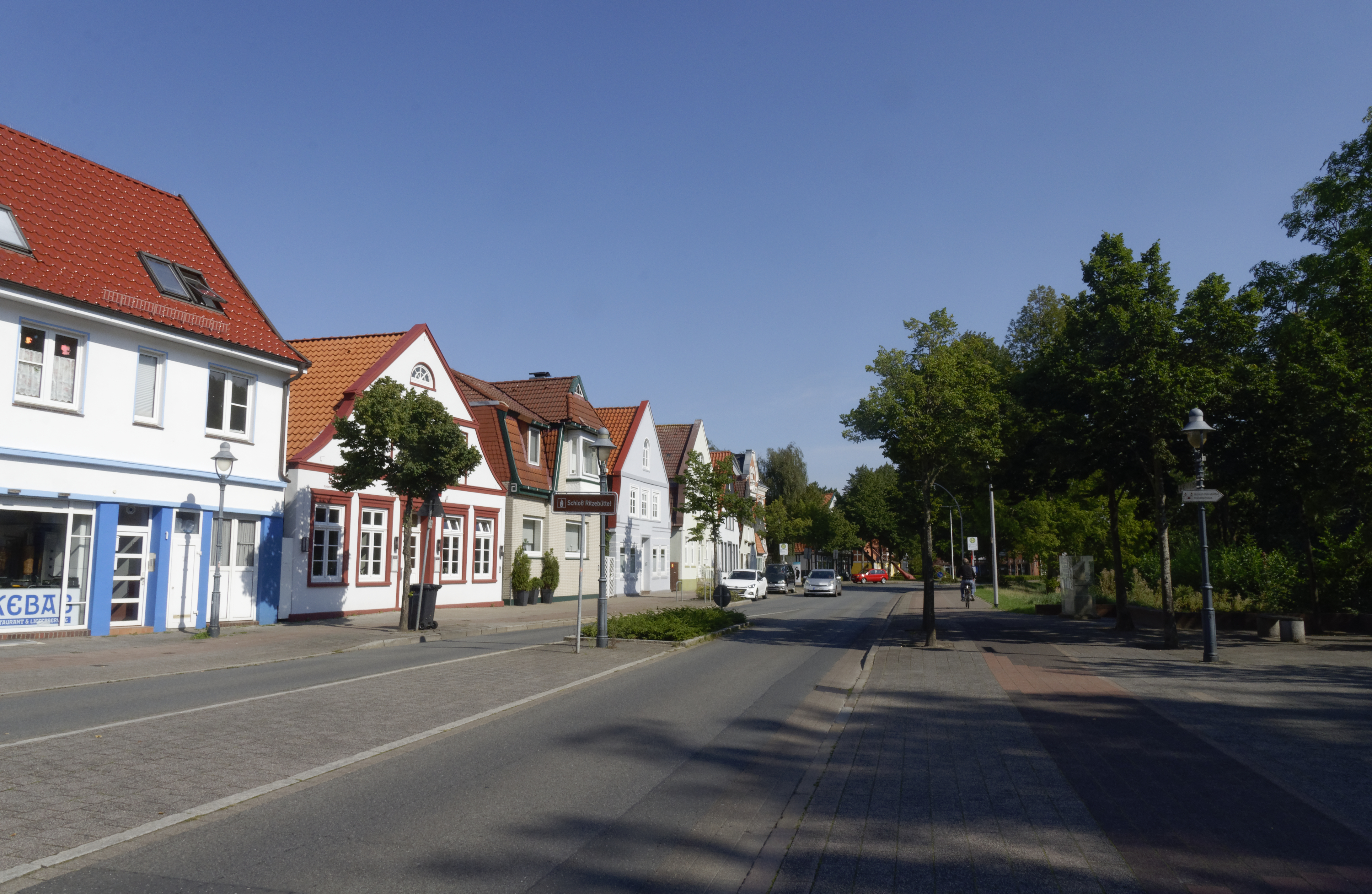
Südersteinstraße Richtung Osten

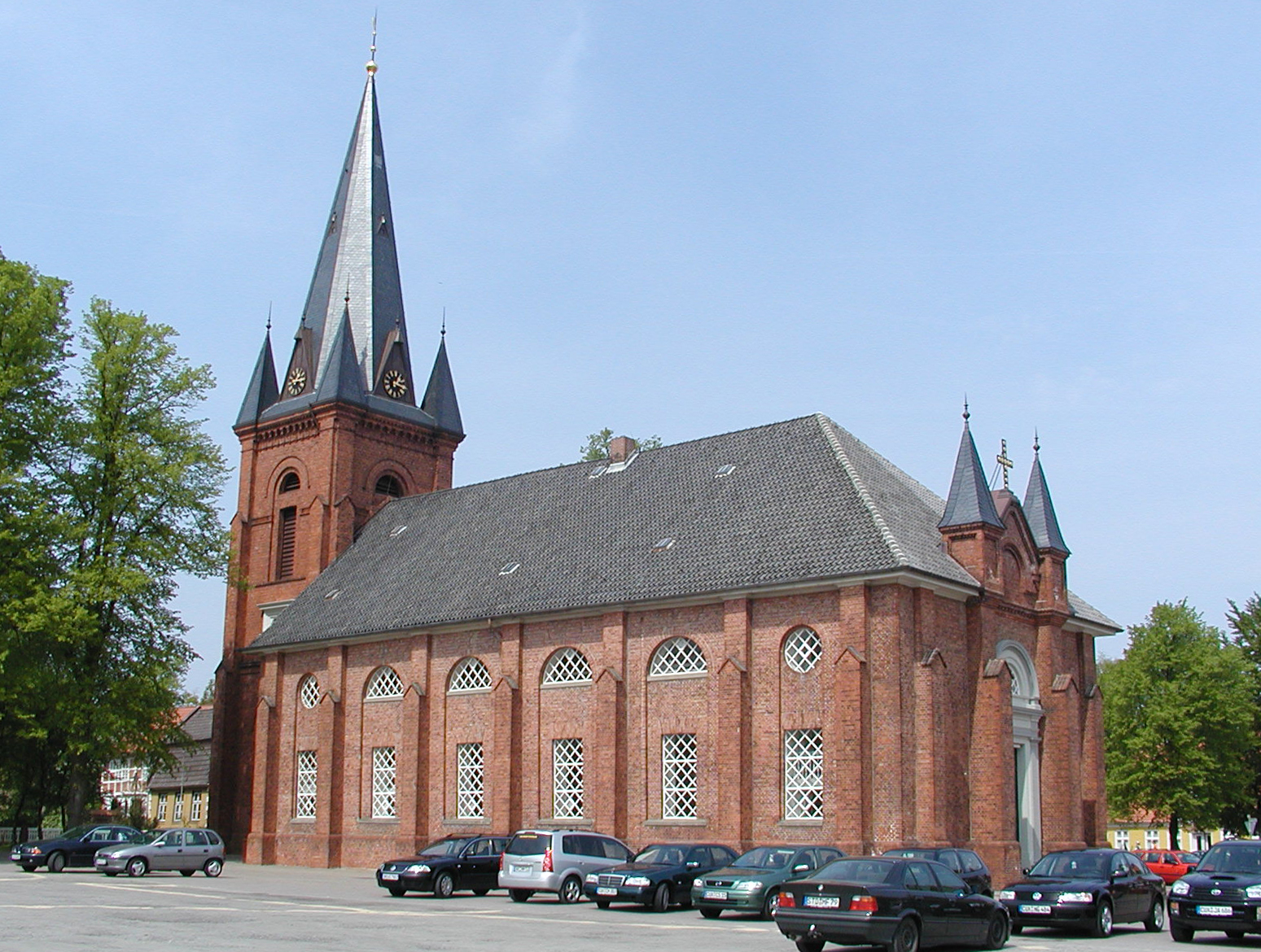
Martinskirche, Ostseite

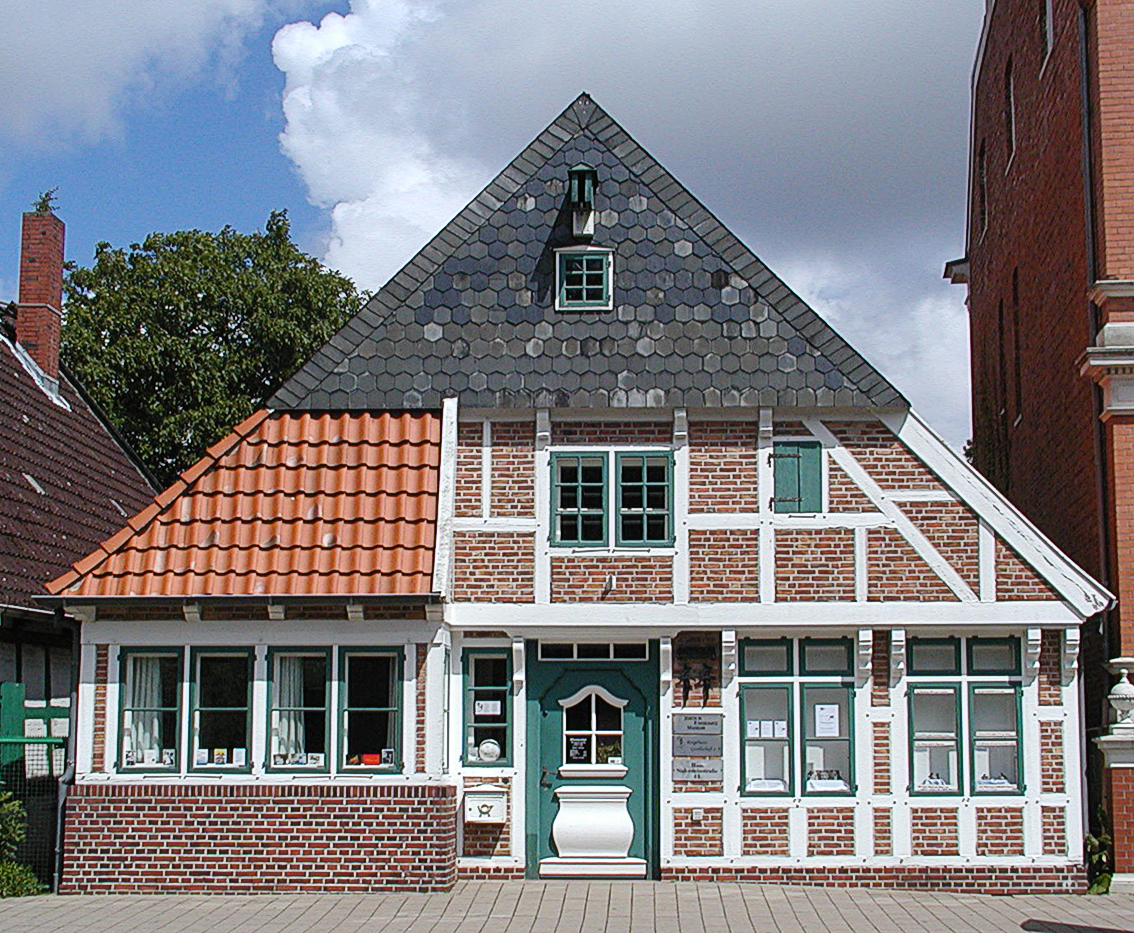
Nr. 44: Joachim-Ringelnatz-Museum

Die Südersteinstraße in Cuxhaven-Ritzebüttel ist eine alte, ca. 0,8 km lange Straße am Rande des Kerns der Stadt. Sie führt in Ost-West-Richtung von der Grodener Chaussee / Wernerstraße bis zum Westerwischweg / Abendrothstraße.

## Nebenstraßen
Die Neben- und Anschlussstraßen sind benannt als Grodener Chaussee nach dem Ortsteil, Wernerstraße 1904 nach dem Amtsverwalter Charles Anthony Werner (1838–1891), Otto-Reubold-Straße, Marktplatz, Vorwerk nach dem Gut des Schlosses, Nordersteinstraße nach der Lage nördlich von der „Steenborg“ (Schloss Ritzebüttel) oder der Wegeführung nach Norden, Westerreihe nach den westlichen Reihen der Häuser, Segelckestraße 1903 nach dem Schultheißen Ferdinand Hinrich Segelcke (1834–1902), Abendrothstraße 1895 nach dem Ritzebüttler Amtmann (1809–1811) Amandus Augustus Abendroth (1767–1842) und Westerwischweg nach dem niederdeutschen Wort „Wisch“ für Weideland.

## Geschichte

### Name

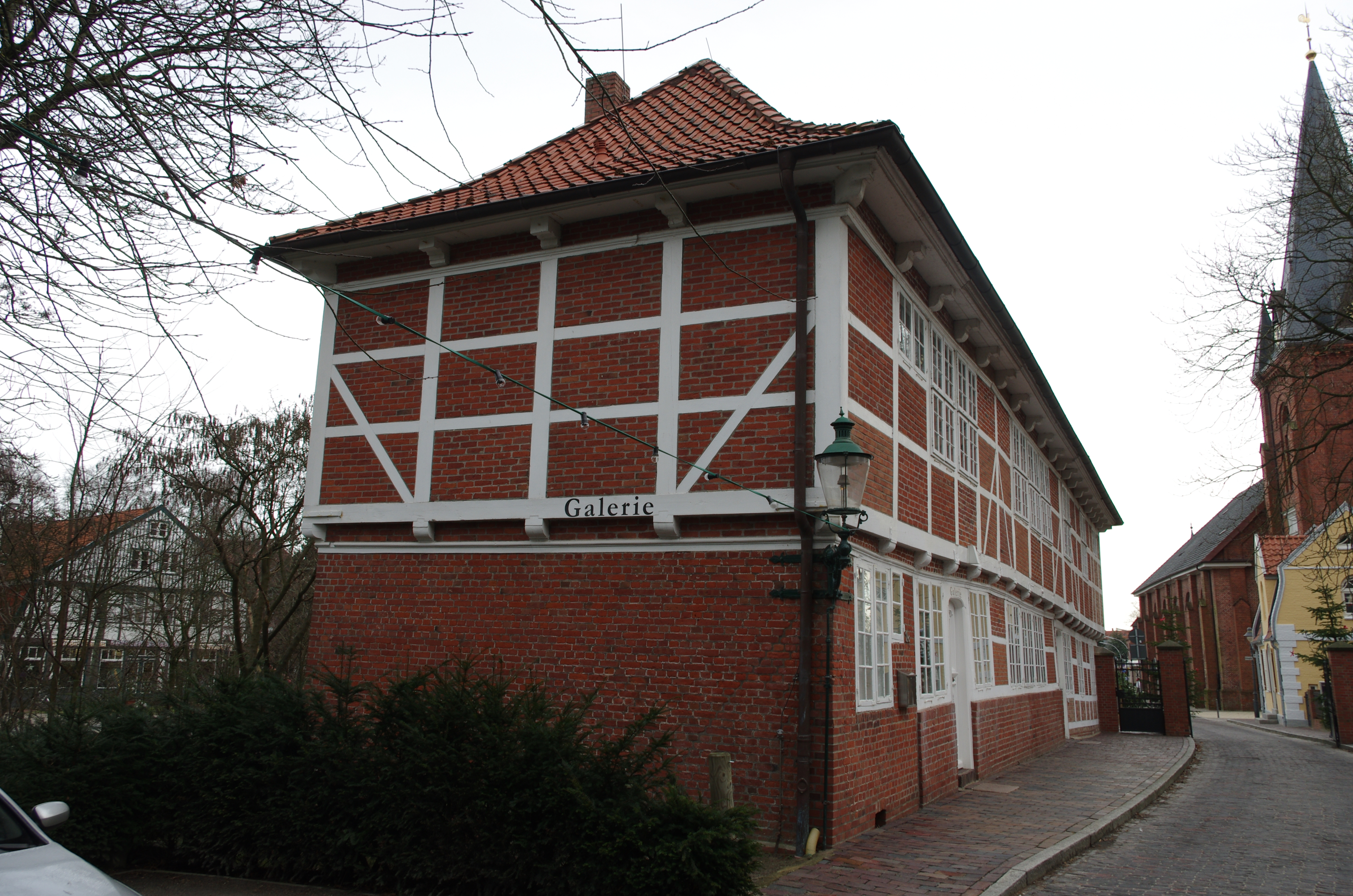
Wachhaus

Die Straße wurde nach der südlichen Lage zum Stadtkern und als Steinstraße benannt.

### Entwicklung
Nachdem 1872 Ritzebüttel und Alt-Cuxhaven vereinigt wurden, erfolgte ein stärkerer Ausbau des Ortsgebietes in Richtung Westen. 1890 hatte der Ort 4.905 Einwohner, 1910 waren es schon 14.888.
Die nach Westen führende Straße bestand als Weg und sie wurde am Ende des 19. Jahrhunderts ausgebaut. Die spätmittelalterliche Burg bzw. das Schloss Ritzebüttel ist die bedeutsamste Anlage an der Straße. 1819 entstand beim Schloss die Martinskirche, für deren Bau sich der ehemalige Ritzebütteler Amtmann und seit 1811 Hamburger Maire bzw. Bürgermeister Amandus Augustus Abendroth einsetzte. Vor der Kirche entwickelte sich ein Marktplatz.
Verkehrlich wird die Straße durch die Buslinien 1004 (Steubenhöft–Lappestraße) und 1018 (Bahnhof/ZOB–Duhnen) der KVG erschlossen.

## Gebäude, Anlagen (Auswahl)

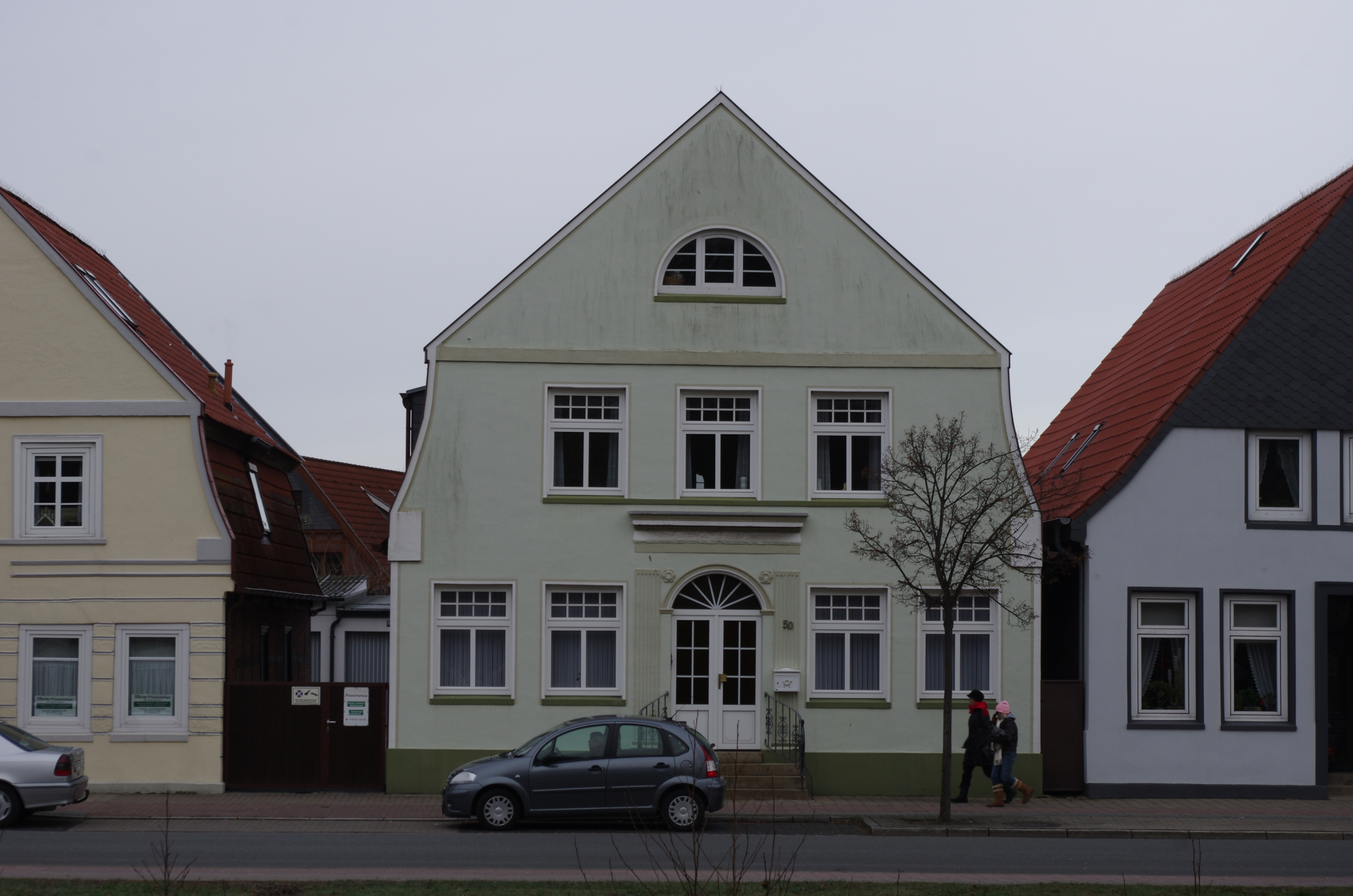
Nr. 50

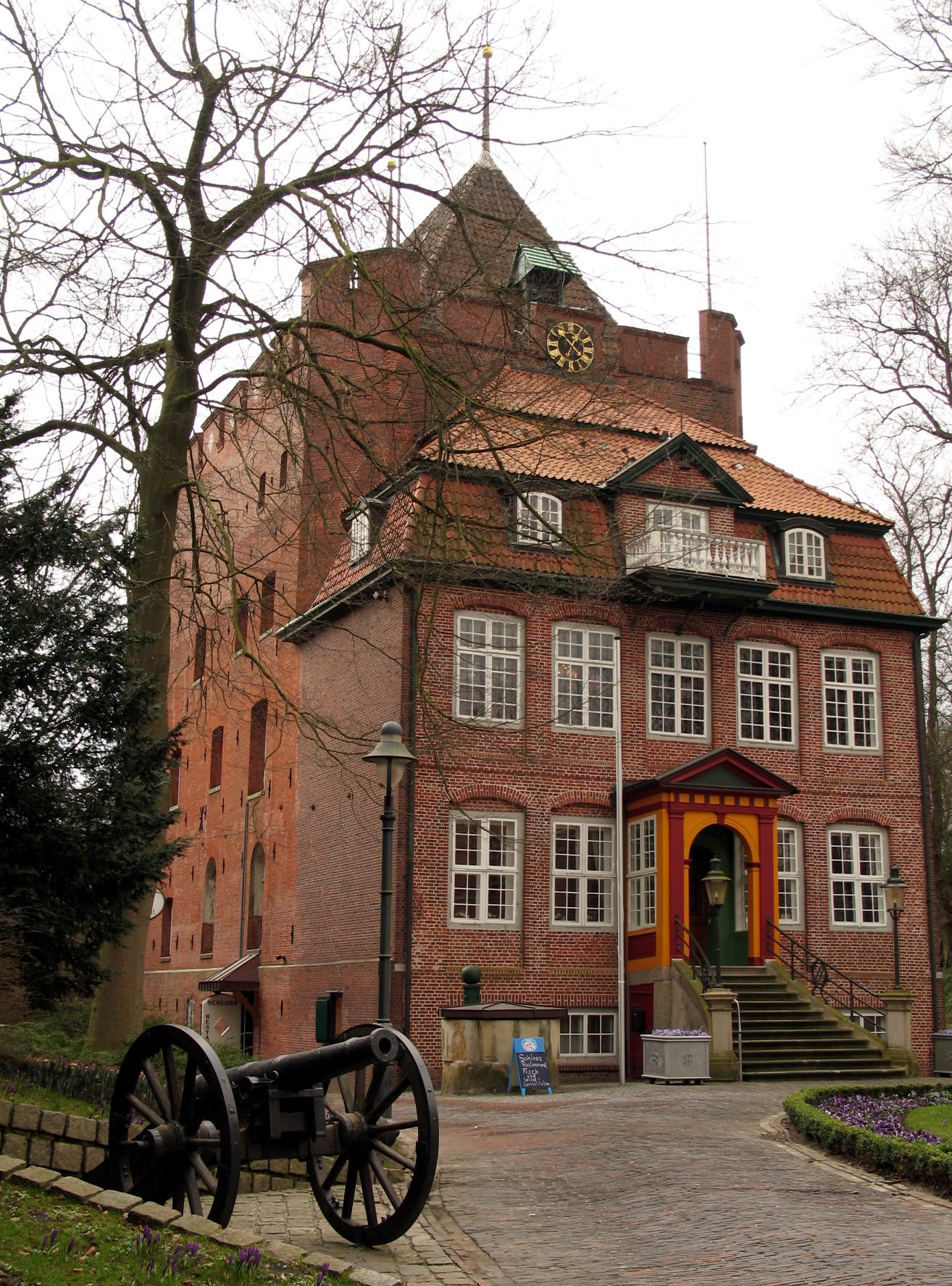
Schloss Ritzebüttel

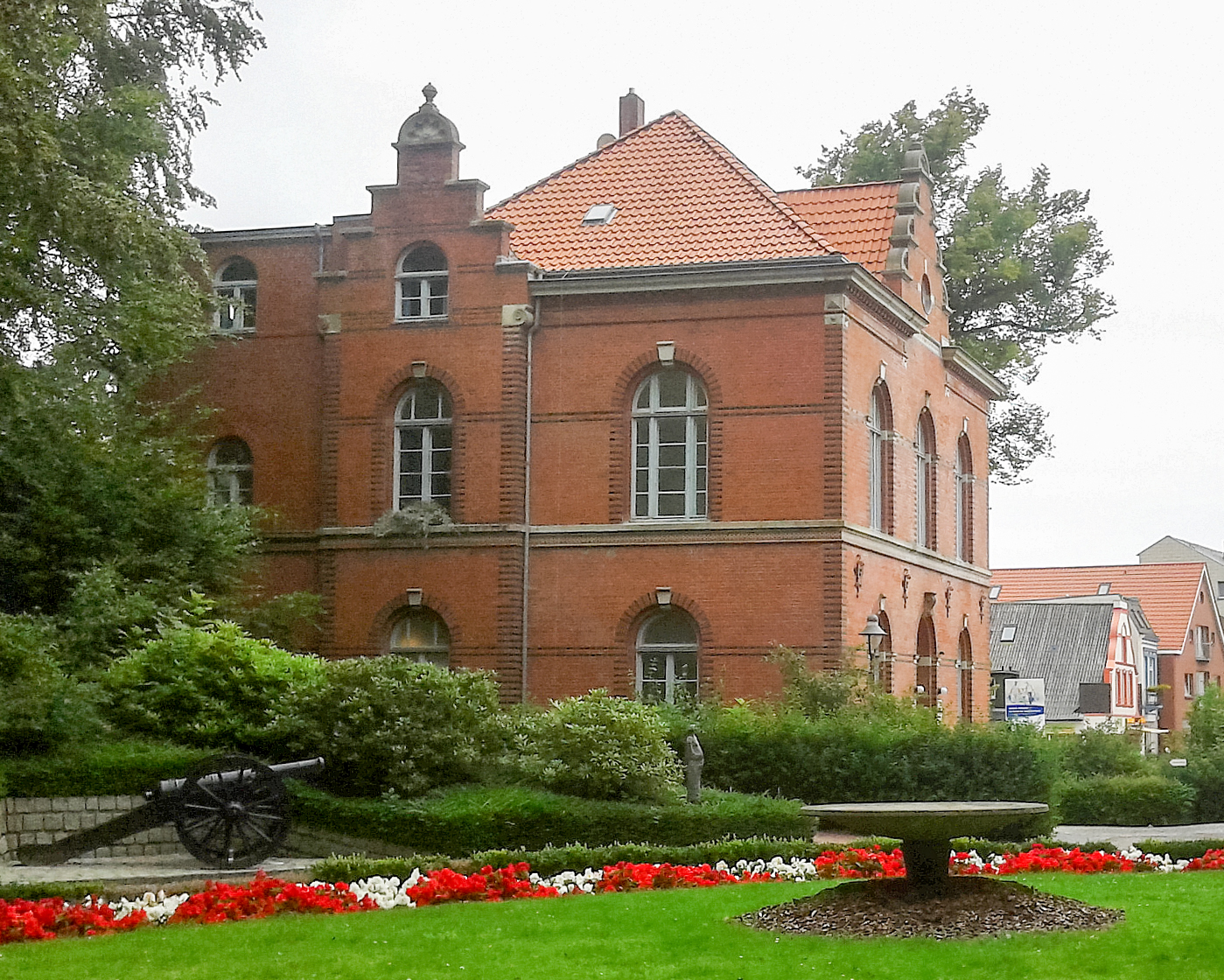
Altes Amtsgericht, heute Künstlerhaus

An der Straße stehen zumeist ein- bis zweigeschossige Gebäude. Die mit D gekennzeichneten Häuser stehen unter Denkmalschutz.
- Friedhof Ritzebüttel (D) von 1826, der nach dem Bau der Martinskirche angelegt und 1894 nach Westen erweitert wurde.
- Vorwerk Ecke Südersteinstraße: Klassizistische ev. luth. einschiffige Martinskirche Cuxhaven-Ritzebüttel (D) von 1819 nach Plänen von Axel Bundsen, Turm von 1885, saniert 1906[3]
- Nr. 38: Eingeschossiges Wohn- und Geschäftshaus Südersteinstraße 38 (Reyesches Haus) von um 1780 (D)
- Nr. 42: Zweigeschossiges Wohnhaus von 1898 (D)
- Nr. 44: Eingeschossiges Fachwerkhaus aus dem 19. Jh. mit Krüppelwalm, 1983 Abriss und 1984 Wiederaufbau (D), seit 2001 Joachim-Ringelnatz-Museum als Gedenken an den Schriftsteller Joachim Ringelnatz (1883–1934)
- Nr. 46 bis 56: Fünf eingeschossige giebelständige fünfachsige Wohnhäuser (D) mit Sattel- oder Mansarddächern, alle aus der ersten Hälfte des 19. Jh.
- Spätmittelalterliche Burg, später Schloss Ritzebüttel mit barockem Vorbau vom 18. Jahrhundert (D); Schlossgarten mit Schlossgräben sowie:
  - Marstall Cuxhaven von 1821, heute u. a. Schlossrestaurant (D)
  - Schweizerhaus (Teehaus) von 1847 (D)
  - Schlossgarten Nr. 2: Zweigeschossiges Altes Wachhaus von um 1750 (D) in Fachwerk mit Steinausfachungen und Walmdach
  - Schlossgarten Nr. 4 /Südersteinstraße: Zweigeschossiges, gründerzeitliches Altes Amtsgericht von 1892 mit dreigeschossigem Risalit mit Treppengiebel (D), ab 1904 Amtshaus der Gemeindeverwaltung, ab 1938 Katasteramt, seit 1992 Künstlerhaus
- Nr. 94: Zweigeschossige Villa von um 1870 (D) mit Walmdach
- Abendrothstraße Nr. 32: Zweigeschossiges Wohn- und Praxishaus von 1873 (D)